# Logor Slana na Pagu
Logor Slana na Pagu bio je ustaški koncentracijski logor u blizini sela Metajne na otoku Pagu. Djelovao je od 24. lipnja 1941. godine kada su u nj dovedeni prvi zatvorenici, pripadnici židovskih organizacija i udruženja. Zatvoren je u drugoj polovici kolovoza 1941. godine na zahtjev talijanskih okupacijskih vlasti. Procjenjuje se da je u logoru ubijeno šest do osam tisuća Srba, Židova i hrvatskih antifašista.
Ni za vrijeme SFR Jugoslavije, ni kasnije nisu provedena terenska ni povijesna istraživanja koja bi potvrdila broj žrtava.[nedostaje izvor]  Elaborat Zločin okupatora i njihovih pomagača na području Primorsko-goranskog okruga iz 1947. godine procjenjuje da je ubijeno oko šest tisuća zatvorenika, a povjesničari Ostojić i Sabolevski u nizu članaka Pakao u kamenoj pustinji iznose da točnih podataka nema, ali da je lokalni svećenik don Josip Felicinović davao procjene o oko 8.000 pobijenih, a  predstavnik talijanskih okupacijskih vlasti na Pagu Marco Paro Vidolino je prenosio da se 1941. godine pričalo o čak 8 tisuća bačenih u ponore, te još 15 tisuća ubijenih utapanjem u moru; drugi procjene suvremenika govore o brojevima od 4 do 7 tisuća žrtava. U arhivima postoje talijanski vojni dokumenti s procjenom o osam do devet tisuća ljudi dopremljenih u logor i oko četiri tisuće žrtava.
Preživjeli zatočenik dr. Oto Radan svjedoči da je u židovski logor s njim bilo dovedeno tridesetak muškaraca, a da je postojao još i logor u kojem su bili zatočeni Srbi, muškarci, gdje ih je redovito moglo biti oko sedamsto. Radan se sjeća da se u logoru sa Srbima noću čulo mitraliranje i da ga je obilazio zapovjednik Ustaške nadzorne službe Eugen Dido Kvaternik. Između dvaju logora bio je poligon za vježbanje mladih ustaša. O obuci, mučenju i ubijanju svjedočio je i jedan od njih:
Mene su sa još nekim Gospićanima odredili u logor Slano na otoku Pagu. Tu su se nalazili najviše Židovi i Srbi, a bilo je i nekih Hrvata ljevičara. Spavali su pod vedrim nebom u žici. Za hranu su im nisu davali ništa osim slanih riba, ali im vode nisu davali tako da su mnogi poludjeli od žeđi. Starješine su nam dale naređenje da odvojimo 200 zatočenika iz prve partije, da ih odvedemo na more i pobijemo. Ja i neki moji drugovi nismo mogli. Onda su nas grdili i predbacivali nam kakvi smo mi to Hrvati i ustaše. Nakon par dana došao je u logor neki viši funkcioner iz Zagreba Luburić. Došao je da pogleda rad logora. Tek tada je počelo pravo klanje. More oko Paga bilo je crveno od krvi.
Prema drugim izvještajima, na trećoj, udaljenoj lokaciji u Metajni nalazile su se žene i djeca; i o njoj postoje svjedočanstva o silovanjima i ubijanjima.
Web-portal "Jadovno" donosi prijevode (na engleski jezik) talijanskih dokumenata, u kojima se navodi da su Talijani ekshumirali 791 žrtvu. Tijela su bila plitko zakopana pa su ih iz sanitarnih razloga zapalili:
... naišli smo na jarak uklonjene zemlje širok 50 cm i dugačak 20 m. Uklonjena zemlja je bila pokrivena kamenjem radi prikrivanja, a osjećao se je karakteristični miris. Na nekim mjestiama su virile ruke i cipele. Podijelio sam ljude u dvije grupe. Radili smo metodički, te smo uklonili kamenje iz iskopane zemlje i potom lopatom uklonili sloj po sloj zemlje s čitavog grobišta. Nakon prvih 5 do 20 cm kopanja, vidjeli smo mnoge ruke, često vezane, bose noge, ponekad s cipelama, glave koje gledaju na gore ili s izloženim vratovima. Iako smo već navikli na udove i glave koje vire, bilo je nešto neobično u načinu na koji su zakopani ...Dokaz da su bili pokopani smrtno ranjeni, ali još uvijek živi, su bili iskrivljeni položaji i strašni izrazi lica na večini leševa.
Pronašli smo čahure strojnica blizu jame, a na mnogim leševima smo mogli vidjeti smrtne rane napravljane bodežima po prsima, leđima i vratu. Obje dojke jedne mlade žene su bile potpuno odsječene oštrim oružjem. U dvije jame smo pronašli smo samo žene i djecu, dok su u drugima muškarci, žene i djeca bili pokopani zajedno... Na taj način smo [iskopali i] spalili 791 leševa ... Od tih leševa bilo je: 407 muškaraca, 293 žena, 91 djece u dobi od 5 do 14 godina. Tu je bila i jedna beba od 5 mjeseci.
Na stranicama JUSP Jasenovac ne iznose se podrobniji podatci o Logoru Slana, izuzev da je uz Logor Jadovno na Velebitu bio prvi ustaški logor za masovno ubijanje i da su u nj većinom dovođeni zatvorenici iz radnog logora Ovčara kraj Gospića.